# Franz Maria Hickmann
Franz Maria Hickmann (*  14. Februar 1897 in Wien; † 3. Februar 1960 in Wien) war ein österreichischer Journalist und Schriftsteller.

## Leben und Wirken
Franz Maria Hickmann lebte wahrscheinlich eine Zeit lang in England. Danach war er als Journalist in Wien tätig. Er verfasste Erzählungen, Theaterstücke und Romane. Sein Detektivroman Sergeant Flips wurde in mindestens vier Sprachen übersetzt.
Bücher
Unter dem Pseudonym Frank Highman veröffentlichte er
- Als Industriespion in England, Tagblatt-Bibliothek 256/258,  Wien 1926
- Schwänke aus dem Spionenleben. Frivole Skizzen aus ernster Zeit, Tagblatt-Bibliothek 561/562, Wien 1927
- Sergeant Flips, Die gelben Ullstein-Bücher, Berlin 1930, Detektivroman bei Scotland Yard in London
  - A furfangos Flips, regény, Budapest 1931, ungarische Übersetzung
  - Seržant Flips, Praha 1932, tschechische Übersetzung[1]
  - Fågelskrämman i Scotland Yard.  Detektivroman, Stockholm 1934, schwedische Übersetzung
  - Detective Flips merkt wat, Den Haag, 1938, niederländische Übersetzung[2]

Unter dem Pseudonym Frank Maria Hickmann
- Der Mann mit dem rosenroten Regenschirm, Kriminalroman, Scholle, Wien 1947
- Der Tod tanzt mit, Kriminalroman, Waldheim-Eberle,  Wien 1951
- Ein Päckchen für den Staatsanwalt, Kriminalroman,  Rota, Wien 1954